# 兵庫県道272号宮垣八木線
兵庫県道272号宮垣八木線（ひょうごけんどう272ごう みやがきやぎせん）は、兵庫県養父市を通る一般県道である。

## 概要
養父市大屋町宮垣から養父市八鹿町八木に至る。養父市のうち、旧大屋町と旧八鹿町をほぼ直線で連絡する役割を果たしている。

### 路線データ
- 起点：養父市大屋町宮垣（兵庫県道6号養父宍粟線交点）
- 終点：養父市八鹿町八木（剣大橋交差点、国道9号交点）
- 総延長：4.291 km

## 路線状況

### 道路施設

#### 橋梁
- 剣大橋（八木川、養父市）

#### トンネル
- 琴弾（ことびき）トンネル：延長1,421 m、2002年（平成14年）竣工、養父市

## 地理

### 通過する自治体
- 養父市

### 交差する道路
| 交差する道路          | 交差する場所 | 交差する場所        |
| --------------------- | ------------ | ------------------- |
| 兵庫県道6号養父宍粟線 | 大屋町宮垣   | 起点                |
| 国道9号               | 八鹿町八木   | 剣大橋交差点 / 終点 |

### 沿線
- 八木川